# Federação Portuguesa de Esgrima
Die Federação Portuguesa de Esgrima (FPE) ist der Dachverband für Fechten in Portugal. Sie hat ihren Sitz in der Lissabonner Stadtgemeinde Nossa Senhora de Fátima, in der Avenida de Berna Nummer 31.
Die FPE gehört u. a. dem Weltverband Fédération Internationale d’Escrime (FIE), dem europäischen Kontinentalverband Confédération Européenne d’Escrime (CEE), dem Dachverband Confederação do Desporto de Portugal, und dem Comité Olímpico de Portugal, dem Nationalen Olympischen Komitee Portugals an.
In Portugal fanden eine Vielzahl internationaler Wettbewerbe statt, darunter die Fechtweltmeisterschaften 1947 und 2002, und die Fechteuropameisterschaften 1983, 1992 und 2000.
Die FPE betreut die portugiesischen Nationalmannschaften und veranstaltet im Inland eine Reihe Meisterschaften und Pokalwettbewerbe, für Damen, Herren und die verschiedenen Jugenden. Sie unterhält ihr Leistungszentrum (Centro de Alto Rendimento, CAR) im Velódromo Nacional in Anadia.

## Geschichte

### Vorgeschichte
Die Ursprünge des Fechtsports in Portugal gehen zurück auf das Aufkommen der Feuerwaffen Ende des 14. Jahrhunderts. Fechten wurde fortan nur noch zur Selbstverteidigung, zu Aufführungszecken oder zum Freizeitvergnügen ausgeübt, und die zuvor getragenen schweren Panzerungen verloren dabei ihren Sinn und verschwanden weitgehend.
Ende des 16. Jahrhunderts geriet Portugal durch Erbfolge erstmals unter spanische Herrschaft. In Spanien hatte sich gerade das Fechten mit neuartigem, leichtem Gerät zu einem wendigen und komplexen Sport entwickelt. Im Verlauf des Restaurationskrieges (1640–1668) erlangte Portugal seine Unabhängigkeit wieder, das Vermächtnis der spanischen Fechtkunst jedoch hatte sich inzwischen auch in Portugal etabliert. Die Spitzen der Degen waren nun geschützt, und es setzten sich Fechtmasken durch. So war das Fechten in Portugal im 19. Jahrhundert bereits ein verbreiteter Sport, der Einzug in bedeutende Schulen wie das Colégio dos Nobres, das Colégio Militar oder das Colégio Académico gefunden hatte. Auch in einer Reihe bedeutender Vereinigungen wurde der Sport nun praktiziert, darunter der Grémio Literário, der Turf Clube, der Real Ginásio Clube Português oder das Ateneu Comercial.
Ende des 19. Jahrhunderts gründete der Waffenmeister António Martins das nationale Fechtzentrum Centro Nacional de Esgrima (CNE), das dem Kriegs- und Marineministerium unterstand. Die ersten vermerkten offiziellen Fechtwettkämpfe fanden 1899 und 1900 in Lissabon statt, in Anwesenheit des Königs, der auch die Trophäen überreichte.
1908 reiste eine Mannschaft des CNE nach Madrid, wo es im Retiro-Park zum ersten offiziellen internationalen Wettkampf portugiesischer Fechter kam. Die portugiesische Mannschaft unterlag der spanischen Equipe, während der portugiesische Anwalt Dr. António Horta Osório das Turnier als erfolgreichster Einzelfechter abschloss. Im gleichen Jahr fand im Campo Grande in Lissabon zudem die erste portugiesische Landesmeisterschaft statt. An diesem Campeonato Nacional de Espada nahmen 25 Fechter aus dem ganzen Land teil. Gewinner war Frederico Paredes, damals ein 19-jähriger Nachwuchs-Fechter des Real Ginásio Clube Português.
In der ersten offiziellen portugiesischen Olympiamannschaft in Stockholm 1912 war auch ein Fechter vertreten, Fernando Correia, der zuvor u. a. Mitbegründer des Portugiesischen Olympischen Komitees war. Der Erste Weltkrieg verhinderte danach die Olympiade 1916, so dass Portugal sich erst 1919 wieder international bedeutend vergleichen konnte, bei den Spielen der 18 siegreichen Weltkriegsalliierten in Paris. Die portugiesischen Fechter errangen dort drei Medaillen. Bei Olympia 1920 in Antwerpen belegten die portugiesischen Fechter am Ende den vierten Platz.

### Seit Gründung

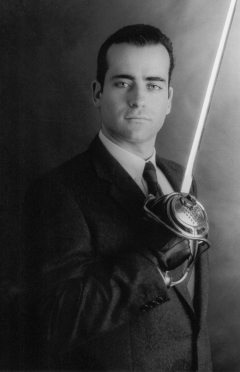
Miguel Andrade Gomes, Weltmeister im Theaterfechten (Vichy 2000), 1998–2006 FPE-Vorsitzender

1922 gründete sich in Lissabon der heutige nationale Fechtverband Portugals FPE. Bei den Olympischen Spielen 1928 in Amsterdam gelang mit der Bronzemedaille ihr erster olympischer Medaillengewinn. Die portugiesischen Fechter (mit Frederico Paredes und Jorge de Paiva) zählten damit endgültig zur Weltspitze.
Nach dem Zweiten Weltkrieg (1939–1945) verfiel die portugiesische Fechtkunst jedoch zunehmend. So weckte die dritte Fechtweltmeisterschaft, die im Palácio das Exposições (seit 1984 Pavilhão Carlos Lopes) in Lissabon ausgetragenen Fechtweltmeisterschaften 1947, kaum noch öffentliches Interesse, und bei Olympia 1948 in London schieden die portugiesischen Fechter schon in der ersten Runde aus. Fechten war danach in Portugal nur noch eine Sache von wenigen engagierten Hobbyfechtern, denen die nötigen organisatorischen und materiellen Möglichkeiten zur Weiterentwicklung des Sports fehlten. Der Verband entwickelte damals kaum Aktivität und lag weitgehend brach.
Neuen Aufschwung erlebte das Fechten in Portugal erst nach der Nelkenrevolution 1974, als die neue demokratische Regierung den Sportverbänden fortan planmäßige Unterstützung in materieller und organisatorischer Hinsicht zukommen ließ. Zunächst machten vor allem die weiblichen Fechter auf sich aufmerksam, und die staatliche Unterstützung sorgte danach für eine anhaltende Weiterentwicklung, mit der das portugiesische Fechten wieder den Anschluss an die Weltspitze suchte.
Es folgten die ersten Medaillen bei Europa- und Weltmeisterschaften, bis die portugiesische Herrenauswahl schließlich Europameister im Florett bei den Fechteuropameisterschaften 2000 in Funchal wurde, was der Verband als seinen größten jüngeren Erfolg ansieht.

## Organisation

### Struktur
Präsident ist Frederico José Colaço Valarinho (Stand September 2015). Neben der Verbandsleitung (Direcção) mit Präsident, Vizepräsidenten und Beisitzern verfügt der Verband über eine Generalversammlung mit dreiköpfigem Vorstand (Mesa da Assembleia Geral) und vier weitere Organe:
- Conselho de Arbitragem (dt.: Schiedsrat)
- Conselho Fiscal (dt.: Aufsichtsrat oder auch Kontrollrat)
- Conselho de Jurisdicional (dt.: Rechtsrat)
- Conselho Disciplinar (dt.: Disziplinarrat)

Zudem sind der FPE Regionalverbände untergeordnet. Besonders aktiv ist dabei der 2010 gegründete Regionalverband der Autonomen Inselregion Madeira (Associação de Esgrima da Região Autónoma da Madeira, AERAM).

### Finanzen
Das Geschäftsjahr 2014 schloss die FPE mit einem positiven Saldo von 845,10 € ab, nach 86.859,38 € noch im Vorjahr. Dabei standen den Einnahmen von insgesamt 482.946,05 € Ausgaben von insgesamt 482.100,95 € entgegen. Die Einnahmen stammten nur zu einem kleinen Teil aus Verbandstätigkeiten, der Großteil (402.915,- €, nach 442.012,50 € im Vorjahr) waren öffentliche Zuschüsse.
Damit entspricht die Lage der FPE der allgemein schwierigen Situation der meisten portugiesischen Sportverbände, die sich bei sinkenden öffentlichen Zuschüssen um steigende Einnahmen und gesteigerte Kostenkontrolle bemühen, in einem wirtschaftlich anhaltend schwierigen Umfeld. Grund ist die rigide Sparpolitik der Regierung und die angespannte wirtschaftliche Gesamtsituation in Portugal in Folge der Eurokrise.